# Erwin Wagenhofer

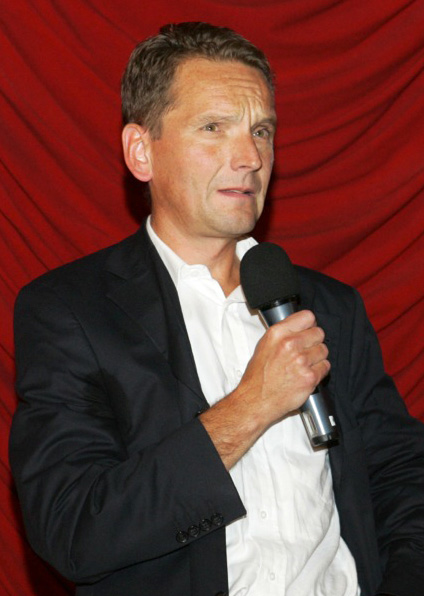
Wagenhofer Erwin 2005

Erwin Wagenhofer (Amstetten, 27 de mayo de 1961) es un director de cine y escritor austriaco. 
En 1981 el presenta su primer cortometraje "Endstation Normal". Dos años después su cortometraje "Das Loch" fue exhibido en el Festival de cine de Krakau. Desde ese año hasta 1987 ha trabajado como asistente de cámara y director para varias producciones ORF, como también películas y documentales. Desde 1987 trabaja freelance como autor y director. En 1988 retrata al artista Oswald Oberhuber en "Das Fragmentarisme in der Kunst".
Desde 1995 al 2000 enseña en Donauuniversität en Krems. Desde el 2002 él ha estado enseñando en Universität für angewandte Kunst en Viena. Desde el 2001 el completó varios scripts para películas y documentales.
En el 2005 dirige el documental "We Feed The World", producido por Allegro Film. Este documental trata sobre la industrialización de la producción del alimento y muestra las políticas agrícolas internacionales con una mirada crítica, especialmente dirigida al rol de la Unión Europea. Este documental fue visto por más de 800.000 personas en Europa. También fue exhibido en numerosos festivales y ganó varios premios. En octubre de 2008 su documental "Let's Make Money" fue lanzado en Alemania y Austria. Este documental trata sobre el dinero y su rol sistema financiero global al mismo tiempo que la inequidad de la distribución de la riqueza. Él ganó el 2009 el premio German Documentary Film Prize.

## Filmografía
Cortometrajes:
- 1981: Endstation normal
- 1982: Der stumme Frühling
- 1983: Das Loch
- 2001: Limes... Aktion Limes (documental)
- 2002: Moving Vienna (documental)
- 2002: Agnes ...

Producciones televisivas:
- 1988: Das Fragmentarische in der Kunst
- 1990: Wettertanz
- 1995: Chasing After The Molecule (documental)
- 1997: Off Screen
- 1998: Menschen am Fluss (documental)
- 1999: Die vergorene Heimat
- 1999: Daheim in Europa (documental)
- 2000: Der Gebrauch des Menschen
- 2003: Operation Figurini (documental)

Cine:
- 2005: We Feed the World (documental, 100 min)
- 2008: Let's Make Money (documental, 110 min)
- 2013: Alphabet (documental, 113 min)

## Premios
- Motovun Film Festival en 2006
- FIPRESCI-Preis por We Feed the World
- Premio a los Derechos Humanos de Amnistía Internacional
- Mejor Documental Alemán 2009